# Brünig-Napf-Reuss-Linie

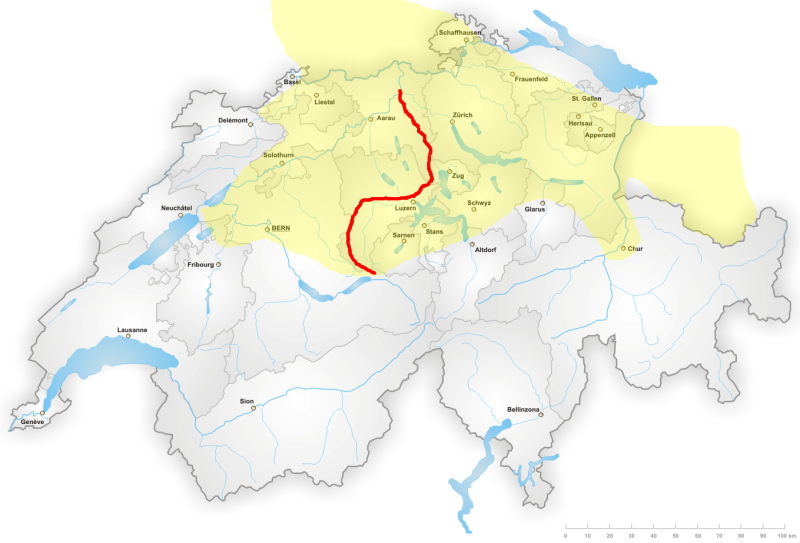
Rot: Brünig-Napf-Reuss-Linie, Gelb: Sprachgebiet des Hochalemannischen

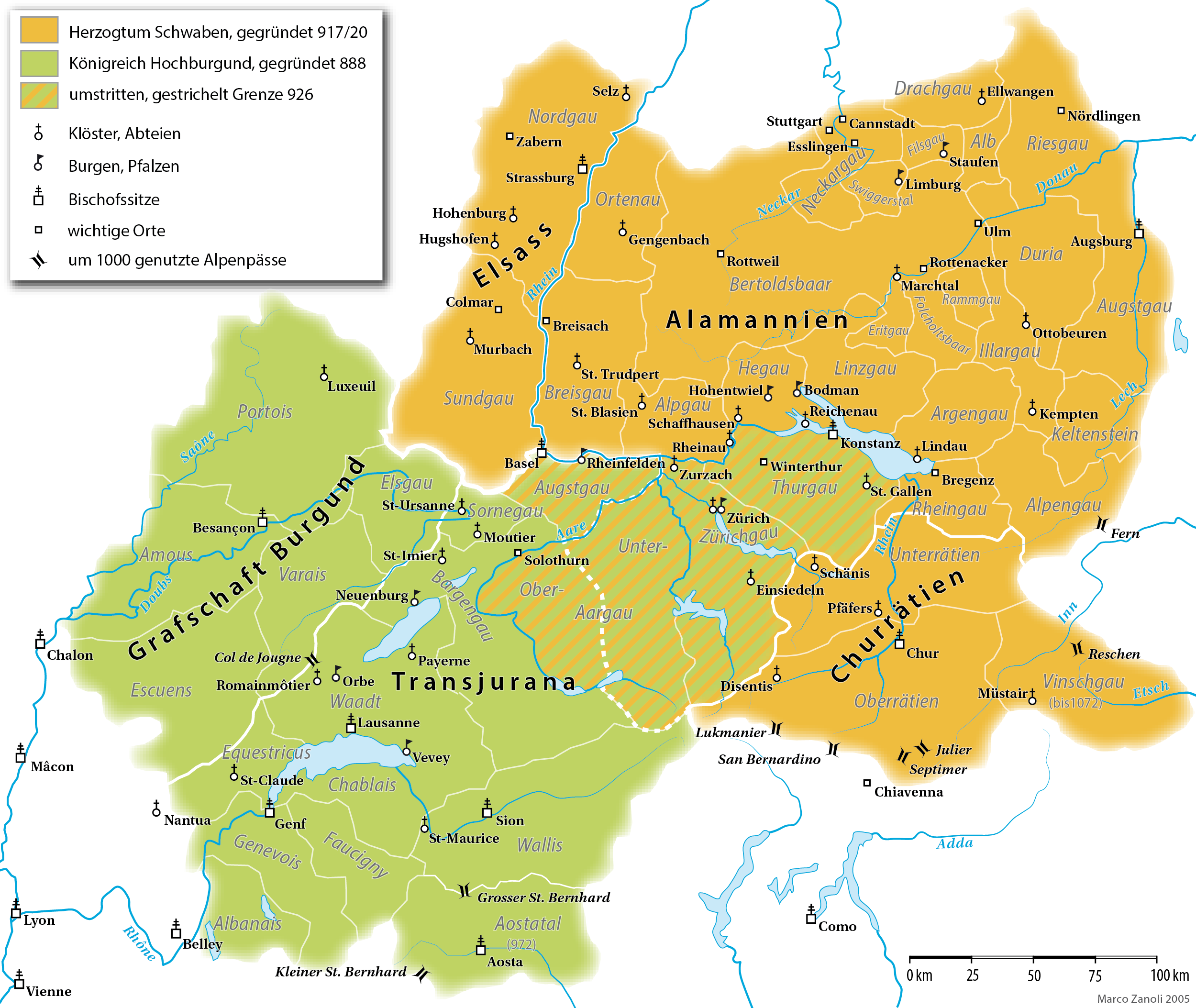
Herzogtum Alemannien und Königreich Hochburgund um 1000 n. Chr.: Die Brünig-Napf-Reuss Linie verläuft im Aargau, der zwischen beiden Reichen umstritten war.

Die Brünig-Napf-Reuss-Linie, auch als Jassgrenze bekannt, ist nach einer verbreitet bekannten Ansicht eine Kulturgrenze innerhalb der Schweiz. Ihr Verlauf wird annäherungsweise durch den Brünigpass, den Hügelzug des Napf und den Fluss Reuss bezeichnet und verläuft damit etwa 50 bis 100 km östlich der deutsch-französischen Sprachgrenze («Röstigraben»). Erstmals vorgeschlagen wurde sie vom Volkskundler Richard Weiss 1947. In jüngerer Zeit wird ihre Existenz zum Teil bezweifelt, zum Teil relativiert.

## Bedeutung
Die Brünig-Napf-Reuss-Linie soll zum einen anhand etlicher Volksbräuche und zum andern als – freilich breit gefächerte – Mundartgrenze innerhalb des hochalemannischen Sprachgebiet zu erkennen sein. Auffallend sei der Gebrauch unterschiedlicher Blätter beim Jass: westlich der Brünig-Napf-Reuss-Linie wird mit französischen (Herz, Schaufel, Ecke, Kreuz), östlich jedoch mit Deutschschweizer Spielkarten (Eicheln, Schelle, Schilte, Rose) gejasst. Zugleich sei die Linie über weite Teile deckungsgleich mit der (traditionellen) Verbreitungsgrenze von Simmentaler Fleckvieh und dem Braunvieh.
Einige Autoren, so Historiker und Volkskundler, vertreten die Auffassung, die Brünig-Napf-Reuss-Linie sei die einzige wirklich einschneidende Kulturgrenze der Schweiz, viel bedeutender als die Sprachgrenze, da die «westlichen» Bräuche allesamt sowohl für die französisch- wie auch für die deutschsprachigen Bewohner der Westschweiz gelten. Die Trennung soll auf das Frühmittelalter zurückgehen: Westlich der Linie sei damals der burgundische Einfluss, östlich der alemannische stärker wirksam gewesen. Die postulierte Kulturgrenze kam in den Aargau zu liegen, der über Jahrhunderte zwischen dem Königreich Burgund und dem Herzogtum Alemannien bzw. Schwaben umstritten war. Ernst Erhard Müller sah die Brünig-Napf-Reuss-Linie (ohne sie namentlich zu nennen) als südalemannische Fortsetzung des das Nordalemannische in eine Westhälfte (Oberrhein) und eine Osthälfte (Schwaben) teilenden Schwarzwalds. Auch die Sprach- und Kulturraumbildung, die von den Stadtstaaten Bern im Westen und Zürich im Osten ausgegangen ist, habe massgeblich zu dieser Strukturierung beigetragen.

## Kritik
In jüngerer Zeit wird die Existenz der Brünig-Napf-Reuss-Linie in Frage gestellt. Die These einer solchen Kulturgrenze fusse auf den Forschungsarbeiten der 1930er- und 1940er-Jahre, als Nationalismus und die Konstruktion nationaler Identität über kulturelle Eigenschaften im Schwange waren, womit sie sich gut in das politische Kulturprogramm der Geistigen Landesverteidigung eingefügt habe. Die These zur Brünig-Napf-Reuss-Linie als Kulturgrenze wurde nach ihrer Vorstellung 1947 von den Mitarbeitern am Atlas der schweizerischen Volkskunde bis auf zwei Nennungen Anfang der 1950er-Jahre tatsächlich nicht mehr aufgegriffen, und sie wurde von der Volkskunde auch nie an den letztlich publizierten Karten überprüft. Kritik aus volkskundlicher Sicht wurde erstmals zu Beginn der 1990er-Jahre von Christine Burckhardt-Seebass, Professorin für Volkskunde an der Universität Basel, geäussert, die die Brünig-Napf-Reuss-Linie als «Weiss’schen Mythos» bezeichnete. Auch der Germanist und Spielkartenforscher Walter Haas wies darauf hin, dass die vielzitierte Zweiteilung der Schweiz im Bereich der Jasskarten sich erst im 19. Jahrhundert herausgebildet hat.
Schon zuvor hatten Sprachwissenschafter das postulierte hohe Alter abgelehnt und darauf hingewiesen, dass die Brünig-Napf-Reuss-Linie vergleichsweise jung ist. Nicht in Zweifel gezogen wird von sprachwissenschaftlicher Seite hingegen, dass die Gliederung des deutschschweizerischen Sprachraums seit dem ausgehenden Mittelalter stark von den Stadtstaaten Bern und Zürich (mit-)geprägt ist, zwischen denen ein weiteres städtisches Zentrum, das hätte sprachraumbildend sein können, fehlt. Neben dieser Zweiteilung in eine West- und eine Osthälfte kennt die Sprachlandschaft der alemannischen Schweiz aber auch weitere Raumbildungen, welche die Brünig-Napf-Reuss-Linie durchaus auch überlagern können.